# 瀬川弥右衛門

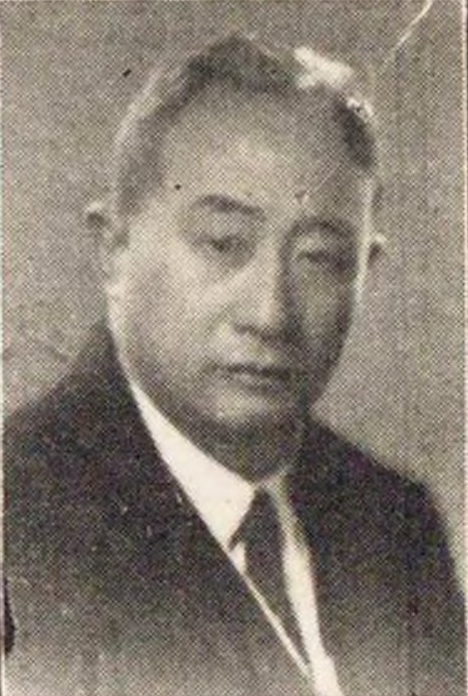
瀬川弥右衛門

4代 瀬川 弥右衛門（せがわ やえもん、1893年〈明治26年〉11月4日 - 1967年〈昭和42年〉11月21日）は、日本の資産家、実業家、政治家（貴族院多額納税者議員）。「弥右衛門」の名前は代々襲名されており、本記事に記載するのは4代目である。

## 経歴
岩手県稗貫郡花巻町出身。出生名は周蔵。花巻町でも有数の豪農である瀬川家に、3代弥右衛門の子として生まれ、父の死去に伴い1922年（大正11年）1月に家督を相続し弥右衛門を襲名した。
慶應義塾大学経済学部を卒業。父が没した1922年の時点では瀬川家は県下一の多額納税者であった。この時期には農家から貸金業に中心は移っていたとみられている。豊富な資金を岩手軽便鉄道・花巻電気などに投資し、その役員となった。特に岩手軽便鉄道に関しては、国有化の熱心な推進者であった。このほか、盛岡貯蓄銀行・花巻銀行の創立にも関与した。 
花巻町会議員を務めた。1925年（大正14年）に岩手県多額納税者として貴族院議員に互選され、同年9月29日から1939年（昭和14年）9月28日まで2期在任し、さらに1946年（昭和21年）補欠選挙で当選し同年9月20日から1947年（昭和22年）5月2日の貴族院廃止まで在任し、通算3期15年間務めた。

## 親族
妹の浦子は、北海道大学学長を務めた島善鄰（稗貫郡矢沢村育ち）と結婚した。また妻のコト（1895年12月12日 - 1924年2月4日）は、宮沢賢治の叔母（母の妹）で、弥右衛門の実弟の瀬川貞蔵は賢治と岩手県立盛岡中学校（現・岩手県立盛岡第一高等学校）で同級生だった。
孫は俳優・司会者の高島忠夫と音楽ディレクター・プロデューサーの髙嶋弘之で、曽孫は俳優の髙嶋政宏・髙嶋政伸とヴァイオリスト・タレントの高嶋ちさ子。